# Marengo (cavalo)
Marengo (c. 1793-1831) foi o famoso cavalo de guerra de Napoleão Bonaparte e ficando por mais de 15 anos com o Imperador. Foi comprado no Egito em 1799, quando o cavalo tinha 6 anos e Napoleão Bonaparte ainda era comandante do exército francês. Um ano depois, o cavalo carregou Napoleão na Batalha de Marengo contra os austríacos perto da aldeia italiana de Marengo. Os franceses ganharam e tomaram o norte da Itália, e após o êxito na batalha, Napoleão rebatizou seu cavalo com o nome “Marengo”.

## História

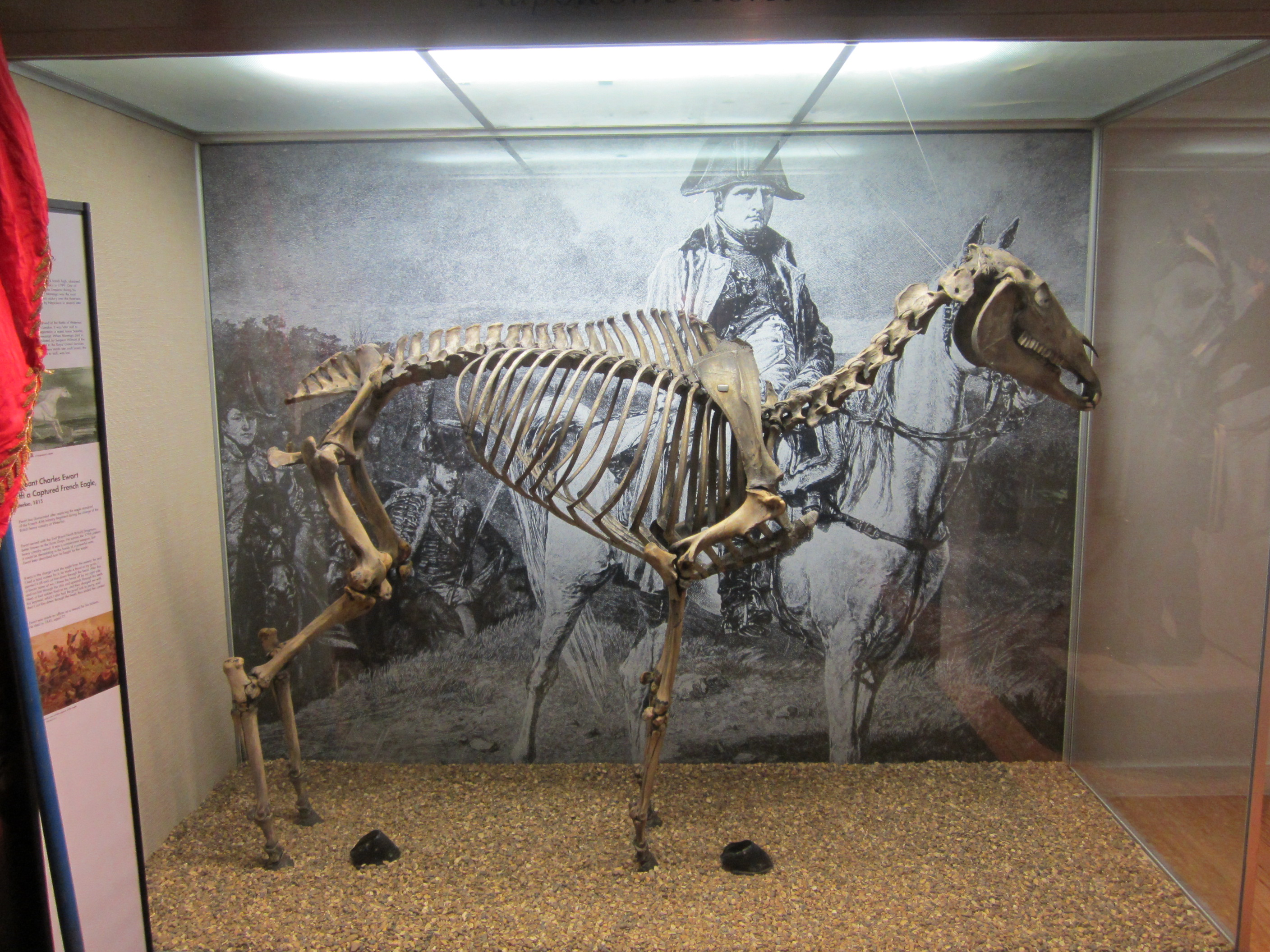
Esqueleto de Marengo. Foto de novembro de 2011

Marengo media apenas 1,45 e foi ferido oito vezes em sua carreira e carregou o Imperador Napoleão na Batalha de Austerlitz, Batalha de Jena-Auerstedt, Batalha de Wagram e na última dos dois juntos, a Batalha de Waterloo. Ele também era freqüentemente usado nos galopes de 80 milhas (128 km) de Valladolid a Burgos, que frequentemente concluía em 5 horas. 
Como um dos 52 cavalos garanhões pessoais de Napoleão, Marengo fugiu com esses cavalos quando foi atacado pelos russos em 1812, sobrevivendo à retirada de Moscou. No entanto, o garanhão foi capturado em 1815 na Batalha de Waterloo por William Petre, 11º Barão de Petre. Petre trouxe o cavalo de volta para o Reino Unido e o vendeu para o tenente-coronel Angerstein da Guarda Granadeiro. Marengo ficou em garanhão (sem sucesso) em New Barnes, perto de Ely, com a idade de 27 anos. Morreu com impressionantes 38 anos, em 1831, e seu esqueleto (menos dois cascos) foi preservado e posteriormente passado para o Royal United Services Institute e está agora em exibição no Museu do Exército Nacional em Chelsea, Londres.